# Wenedzi (utwór)

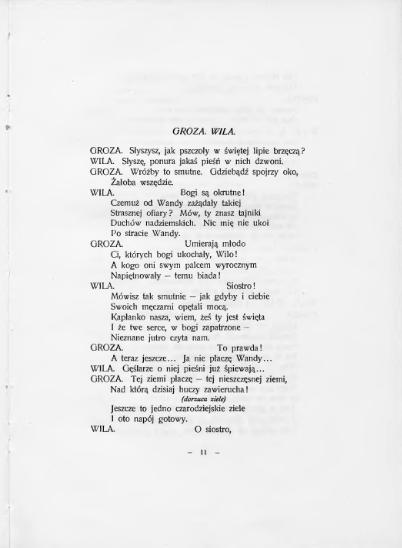
Strona z dramatu Wenedzi

Wenedzi – tragedia młodopolskiego poety, dramaturga i tłumacza Antoniego Langego, opublikowana w Paryżu w 1909. Utwór został zadedykowany Pamięci Juliusza Słowackiego, w stulecie narodzin romantycznego poety. Dramat jest napisany wierszem, głównie jedenastozgłoskowcem. Jak sam autor zaznaczył: Rzecz dzieje się w czasach zamierzchłych — na ziemi Wenedów — po śmierci Wandy, królewny Białochrobatów.